# جشنواره فیلم کن ۱۹۹۳
چهل و ششمین دوره جشنواره فیلم کن این دوره بین روزهای ۱۳–۲۴ می ۱۹۹۳ برگزار شد رئیس هیئت داوران لویی مال بود و عباس کیارستمی برای اولین بار از ایران عضو هیئت داوران بود. جین کمپیون و چن کایگه به طور مشترک برنده نخل طلا شدند. در کن سال ۱۹۹۳ برای اولین بار یک زن برنده نخل طلا می‌شود؛ و همچنین برای اولین بار یک فیلم از قاره اقیانوسیه برنده مهمترین جایزه جشنواره می‌شود.

## هیئت داوران
- لویی مال رئیس هیئت داوران
- کلودیا کاردیناله
- اینا چوریکوفا
- جودی دیویس
- عباس کیارستمی از ایران
- امیر کوستوریتسا
- William Lubtchansky
- Tom Luddy
- گری الدمن
- Augusto M. Seabra

## مسابقه
فیلم‌های زیر برای بخش مسابقه انتخاب شده‌اند:
| نام انگلیسی                       | نام اصلی                 | کارگردان              | کشور                |
| --------------------------------- | ------------------------ | --------------------- | ------------------- |
| بدرود همخوابه من (فیلم)           | 霸王别姬                 | چن کایگه              | چین                 |
| جسددزدها (فیلم ۱۹۹۳)              | —                        | ایبل فرارا            | ایالات متحده آمریکا |
| Broken Highway                    | —                        | Laurie McIness        | استرالیا            |
| Dyuba-Dyuba                       | Дюба-Дюба                | Aleksandr Khvan       | روسیه               |
| فروپاشی                           | —                        | جوئل شوماخر           | ایالات متحده آمریکا |
| فیوریله                           | —                        | برادران تاویانی       | ایتالیا             |
| Frauds                            | —                        | استفان الیوت          | استرالیا            |
| دوستان (فیلم ۱۹۹۳)                | —                        | Elaine Proctor        | آفریقای جنوبی       |
| خیلی دور، خیلی نزدیک (فیلم ۱۹۹۳)  | In weiter Ferne, so nah! | ویم وندرس             | آلمان               |
| پادشاه تپه (فیلم)                 | —                        | استیون سودربرگ        | ایالات متحده آمریکا |
| The Man by the Shore              | L'Homme sur les quais    | رائول پک              | هائیتی              |
| The Escort                        | La scorta                | ریکی توناتزی          | ایتالیا             |
| Libera me                         | —                        | آلن کاوالیه           | فرانسه              |
| Louis, the Child King             | Louis, enfant roi        | روژه پلانشون          | فرانسه              |
| فصل دلخواه من                     | Ma saison préférée       | آندره تشینه           | فرانسه              |
| Magnificat                        | —                        | پوپی آواتی            | ایتالیا             |
| Mazeppa                           | —                        | Bartabas              | فرانسه              |
| هیاهوی بسیار برای هیچ (فیلم ۱۹۹۳) | —                        | کنت برانا             | بریتانیا            |
| برهنه (فیلم)                      | —                        | مایک لی (کارگردان)    | بریتانیا            |
| پیانو (فیلم)                      | —                        | جین کمپیون            | نیوزیلند            |
| سنگ‌باران                          | —                        | کن لوچ                | بریتانیا            |
| تقسیم وراث                        | —                        | رابرت یونگ (کارگردان) | بریتانیا            |
| استاد عروسک گردان                 | 戲夢人生                 | هو شیائو-شین          | تایوان              |

## برندگان
- نخل طلا:

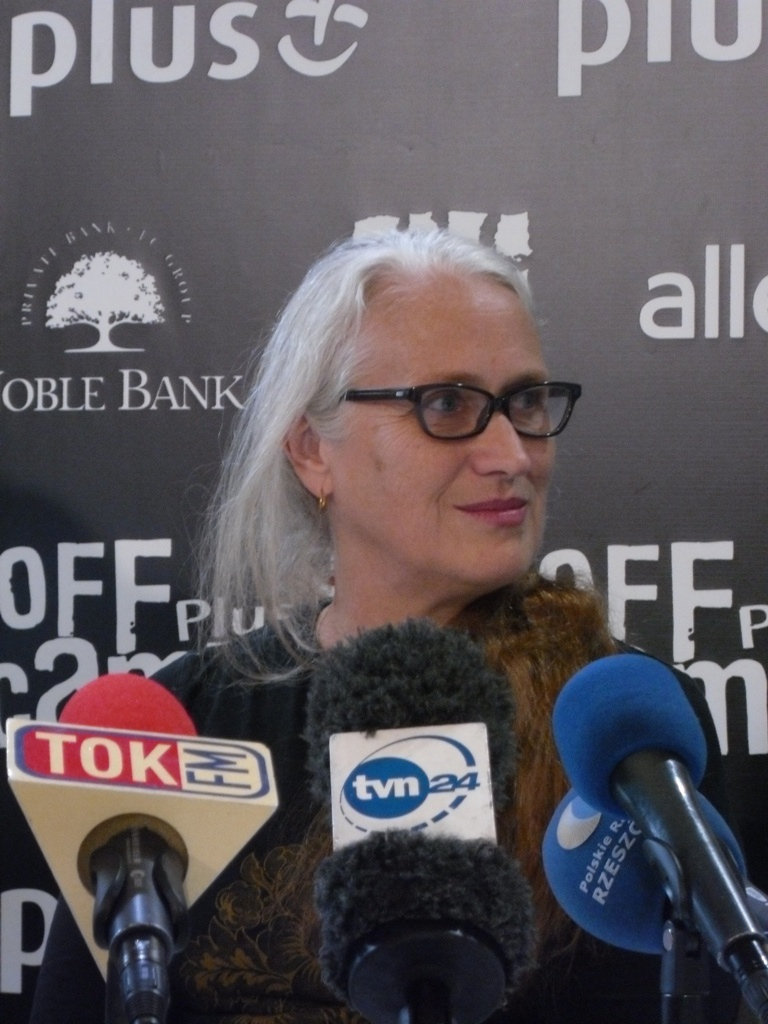
جین کمپیون، برنده نخل طلا

  - بدرود همخوابه من (فیلم) - چن کایگه
  - پیانو (فیلم) - جین کمپیون
- جایزه بزرگ (جشنواره فیلم کن): خیلی دور، خیلی نزدیک (فیلم ۱۹۹۳) - ویم وندرس
- جایزه هیئت داوران جشنواره فیلم کن:
  - سنگ‌باران - کن لوچ
  - استاد عروسک گردان - هو شیائو-شین
- جایزه بهترین بازیگر مرد جشنواره فیلم کن: دیوید تیولیس برای برهنه (فیلم)
- جایزه بهترین بازیگر زن جشنواره فیلم کن: هالی هانتر برای پیانو (فیلم)
- جایزه بهترین کارگردان جشنواره فیلم کن: مایک لی (کارگردان) برای برهنه (فیلم)
- نخل طلایی فیلم کوتاه: قهوه و سیگار - جیم جارموش